# Comitè Tècnic d'Ajuda als Refugiats Espanyols
El Comitè Tècnic d'Ajuda als Refugiats Espanyols (CTARE) fou un organisme de la República espanyola en l'exili creat el 29 de juny de 1939, filial del Servei d'Evacuació de Refugiats Espanyols, que s'ocupava de la instal·lació dels refugiats espanyols que arribaren a Mèxic principalment amb els vaixells Sinaia, Mexique i Ipanema. Pel juliol de 1940 va suspendre les seves activitats per les dificultats econòmiques, tot i que es va mantenir actiu fins a 1941.

## Organització
El seu director era el catedràtic José Puche Álvarez (1895-1979) i els vocals eren Josep Carner i Puig-oriol (cultura), Agustín Millares Carlo (educació), Martín Díaz de Cossío (projectes agraris i industrials), Joaquín Lozano Rabadán (hisenda) i Luís Guillén Guardiola (finances), director de la 'Financiera Industrial Agrícola S.A. (FIASA). La seu era al carrer Sinaloa, 56 de Ciutat de Mèxic i Carlos Velo Cobelas en fou nomenat secretari general. Comptava amb uns 60 funcionaris.
El finançament provenia de la presidència de la segona república a l'exili a través d'agents de confiança organitzats pel ministre d'hisenda Francisco Méndez Aspe, com Julio Álvarez del Vayo i Demetrio Delgado Torres i amb la connivència del president del Banc de Mèxic i de l'ambaixador mexicà als Estats Units.

## Activitats
El CTARE actuava sobre el terreny a Mèxic i se li havia encomanat no solament de la recepció i allotjament dels refugiats en aquest país sinó també de procurar-los un mitjà de subsistència, establint per a això una sèrie d'inversions que resultessin beneficioses i profitoses per a l'economia mexicana. Per això va desplegar tot un programa d'inversions en múltiples iniciatives empresarials agrícoles, industrials, culturals i educatives que venien a respondre als anhels del president Lázaro Cárdenas del Río.
El seu Comitè Tècnic es va encarregar de rastrejar les possibilitats de dur a terme una inversió productiva al país, col·laborant amb les autoritats mexicanes per tal que les empreses iniciades pel Comitè no obstaculitzen en competència amb indústries locals i s'incloïen dins dels plans de desenvolupament previstos per a Mèxic. la majoria dels projectes, però, no reeixiren.
Entre els projectes econòmics iniciats pel CTARE destaquen l'Hacienda Santa Clara, a l'estat de Chihuahua, de 140.000 hectàres, però que resultà ser poc productiva i fou tancada en 1945; Talleres Vulcano SA, venuda en 1942 per deutes; Industrias Químico-Farmacéuticas Americanas (IQFA), que continuà fins als anys seixanta; Editorial Séneca SA, dirigida per José Bergamín, tancada en 1948; Tallers d'Impremta «La Industria Gráfica», tancada l'estiu de 1941, i la financera FIASA. En total donaren feina a 599 exiliats.
També s'encarregà de diversos projectes educatius com l'Instituto Luis Vives i el Patronato Cervantes.